# Edderitzer See
Der Edderitzer See befindet sich im Landkreis Anhalt-Bitterfeld und liegt südlich von Köthen in der Stadt Südliches Anhalt. Er ist aus dem ehemaligen Tagebau Edderitz hervorgegangen und wird deshalb auch als „Tagebaurestloch bei Edderitz“ bezeichnet.

## Allgemeines
Der Ort Edderitz soll seinen Namen vom slawischen Wort jezerisco erhalten haben, da er im Jahr 973 als Ezeri erwähnt wurde. Im Dorf gibt und gab es mehrere Teiche, beim Ort mehrere Schachtteiche, doch der Edderitzer See ist das mit Abstand größte Stillgewässer der ehemaligen Gemeinde. Im 19. Jahrhundert stieg die Bedeutung des Kohleabbaus stark an und es bildete sich ab dem Jahr 1853 die Grube Leopold. Im Jahr 1935 wurde beschlossen, einen Großteil des Ortes nach Norden zu verlegen, um so auch dort Kohle fördern zu können. Schrittweise wurde nördlich der Straße Pfaffendorf–Edderitz ab dem Jahr 1938 das neue Dorf erbaut. Insgesamt wurden ca. 1.200 Einwohner bis zum Jahr 1952 umgesiedelt. Im Jahr 1953 wurde auch die Zuckerfabrik abgerissen, die sich im Nordwesten des alten Dorfes befand, damit auch dort die Kohle gewonnen werden konnte. Vom alten Dorf blieb somit nur der Friedhof, der Rest wurde überbaggert.

## Nutzung
Im Jahr 1958 wurde nach über 100 Jahren der Tagebaubetrieb vor Ort eingestellt, da die Vorkommen erschöpft waren. Das Restloch wurde allmählich mit Wasser gefüllt. Bis zum Jahr 1967 bildete sich so durch zulaufendes Grundwasser der über 40 Hektar große und bis zu 41 Meter tiefe Edderitzer See, der zunächst vor allem der Landwirtschaft als Wasserreservoir diente, sich aber auch zu einem beliebten Badesee entwickelt hat. Von klassischen Baggerseen unterscheidet er sich somit durch seine eher ungeplante Entstehung.
Nachdem sich an verschiedenen Ufern wilde Badestellen entwickelt hatten, zeigten sich nach 1989 Standprobleme mit der Uferböschung, vermutlich verursacht durch den ansteigenden Wasserspiegel nach der rückläufigen Wasserentnahme in den Jahren 1990 bis 1992, so dass große Teile des Ufers abgesperrt wurden. Von 1998 bis zum Jahr 2003 wurden die Hänge gesichert und ein Strandrestaurant im Westbereich geschaffen, wohingegen die einstigen Strände an der Ostseite gesperrt blieben. Zur Wiedereröffnung am 15. Mai wurde eine „Haus- und Badeordnung des Seebades Edderitz“ im Amtsblatt veröffentlicht. Der See verfügt über eine gute Wasserqualität.
An der Westseite des Sees befindet sich ein Strandbad mit etwa 400 m langem Sandstrand, Volleyball-Feldern und Campingplatz. Der See wird für verschiedene Wassersportarten wie Angeln und Tauchen genutzt. Um den See herum führt ein asphaltierter Rundweg, der zum Wandern, Radfahren, Skaten sowie für Sommer- und Winterbiathlon genutzt wird. Zudem gibt es einen geologischen Lehrgarten mit über 120 ausgestellten Gesteinen und Reste der Tagebaugeschichte (Lore, Wasserrad).
2005 wurde eine lebensgroße und mit Flossen und Schuppen bemalte „Kunstkuh“ vom örtlichen Tauchclub im Edderitzer See versenkt und in 25 Metern Tiefe verankert.

Ansichten
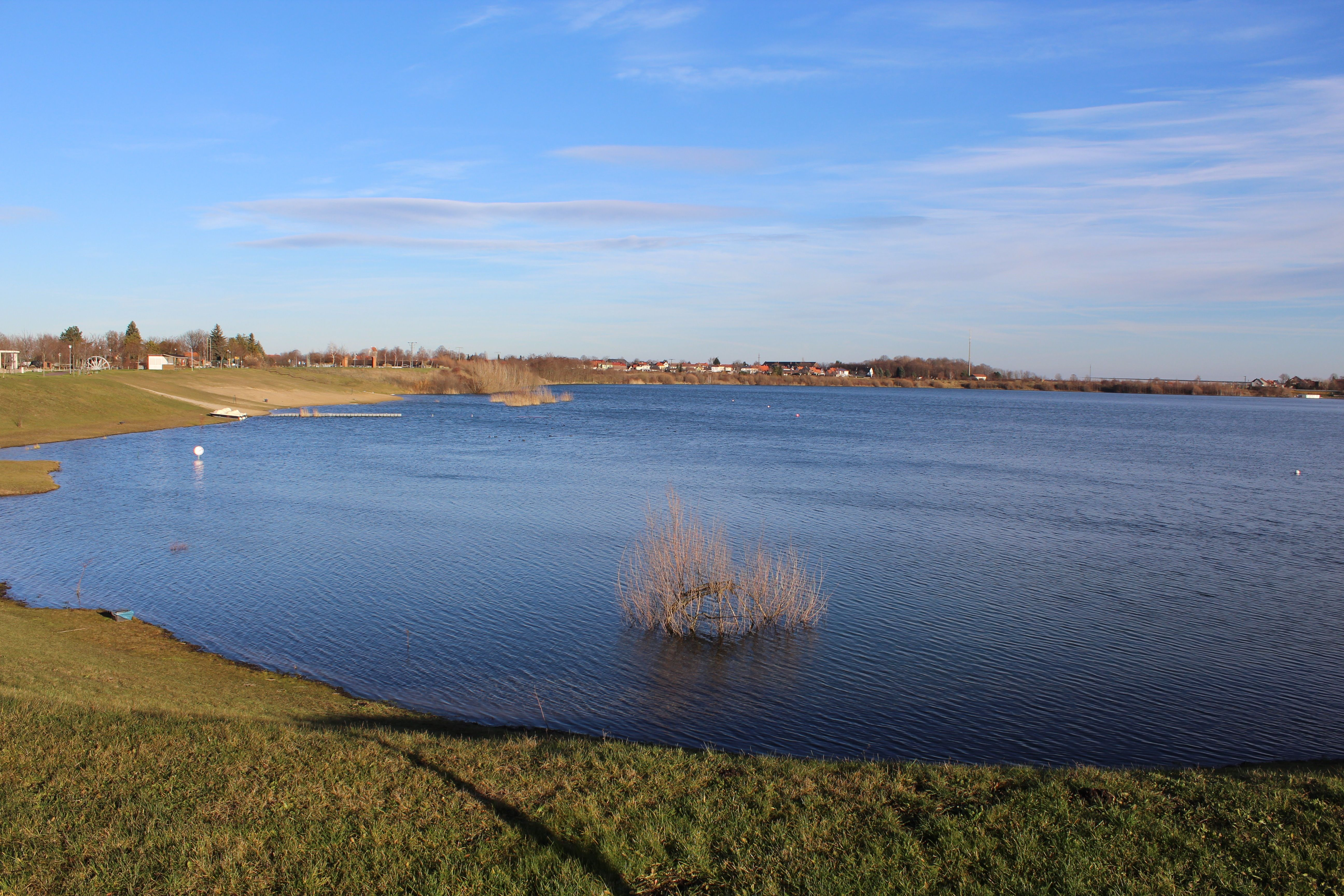
Blick von Westen
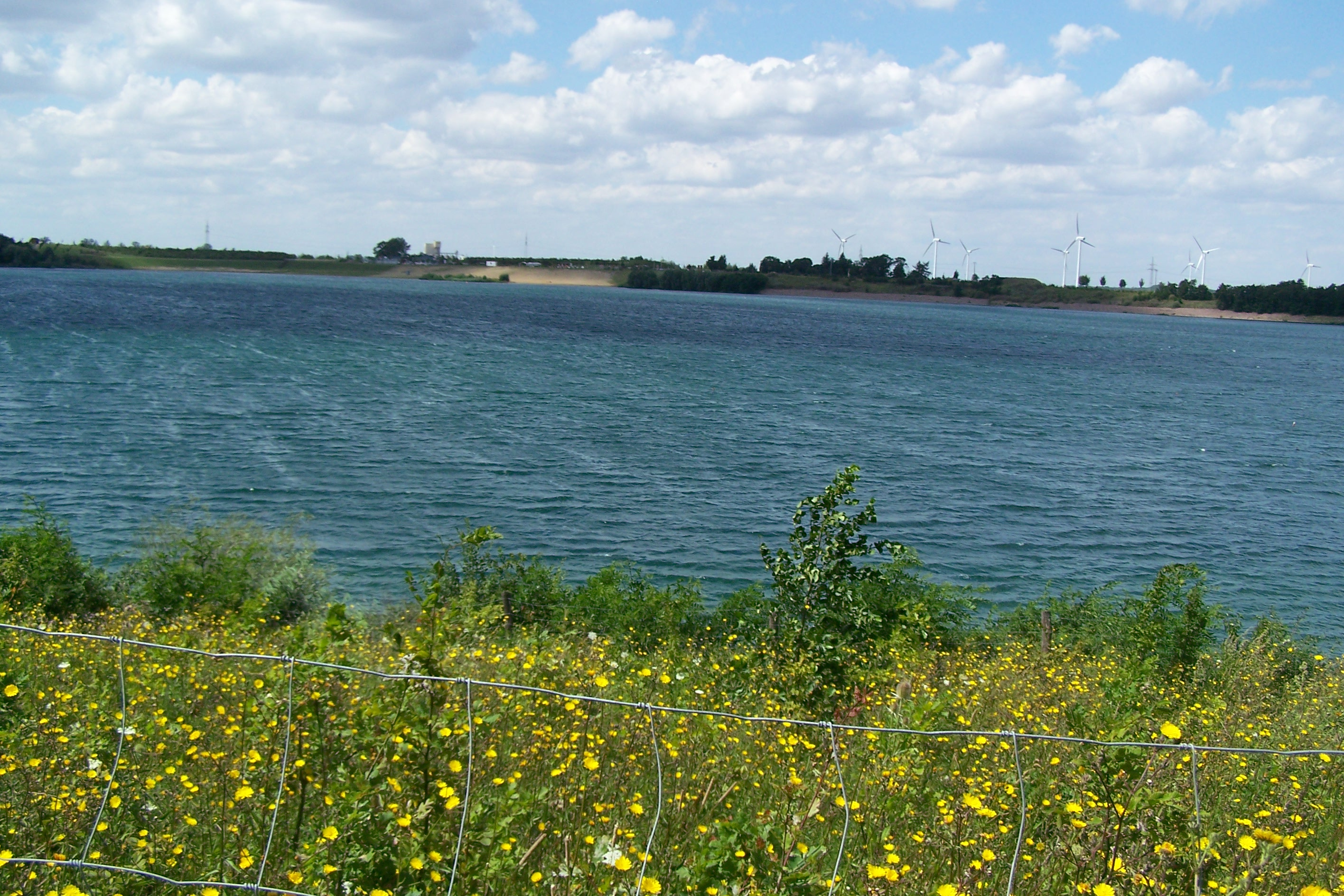
Blick von Osten
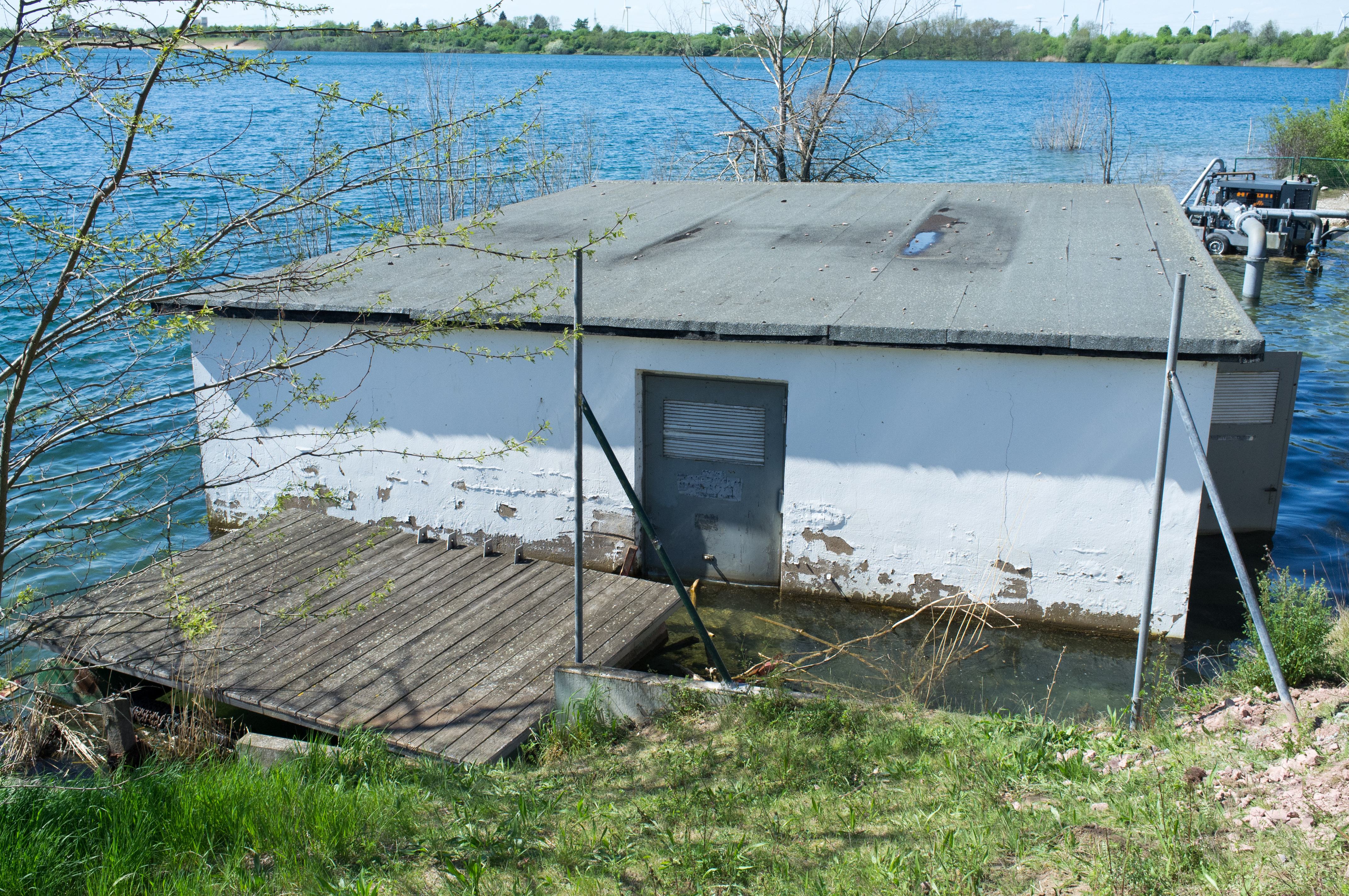
Pumpwerk am Ostufer
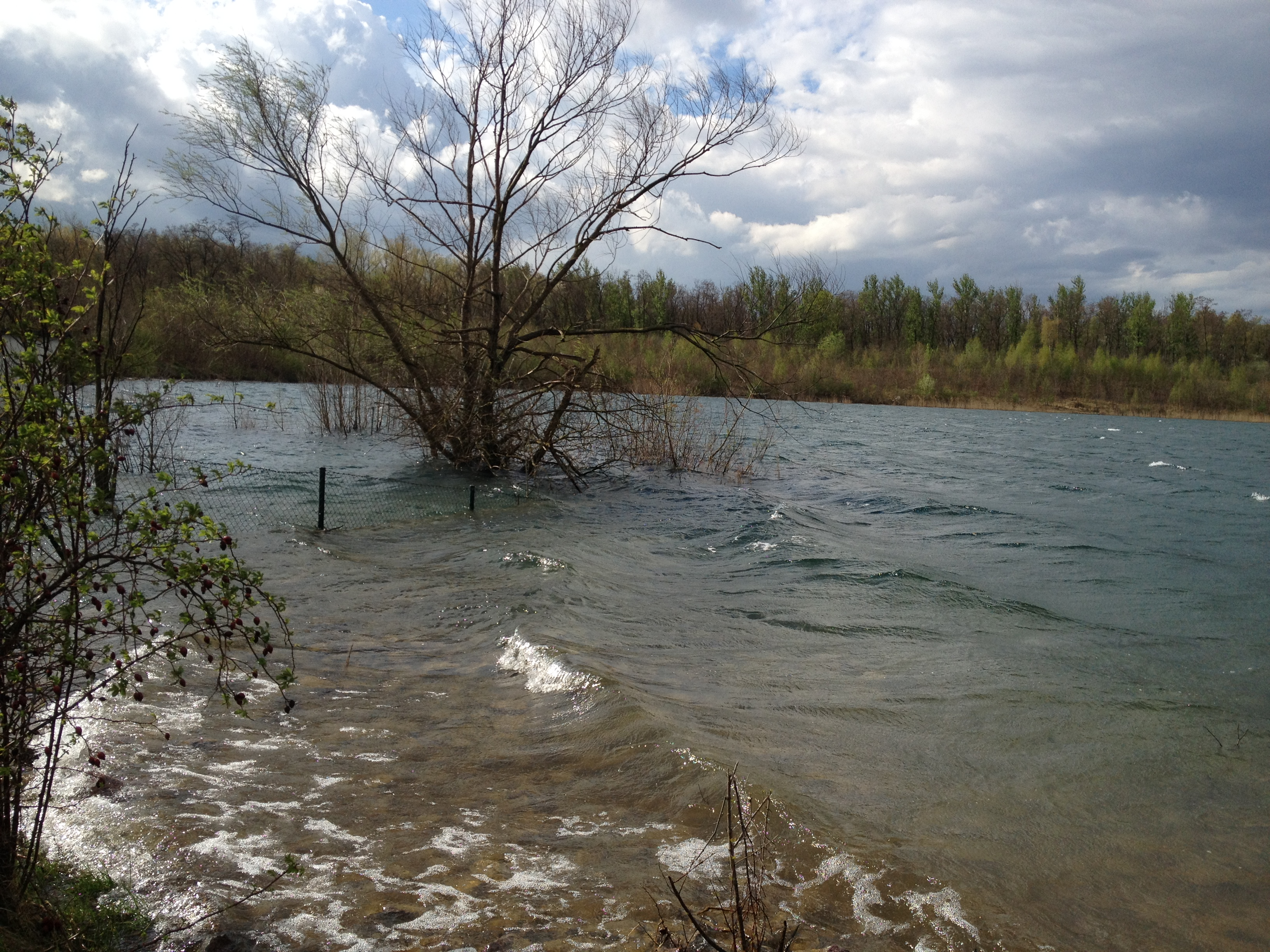
Blick zur Halde am Südufer
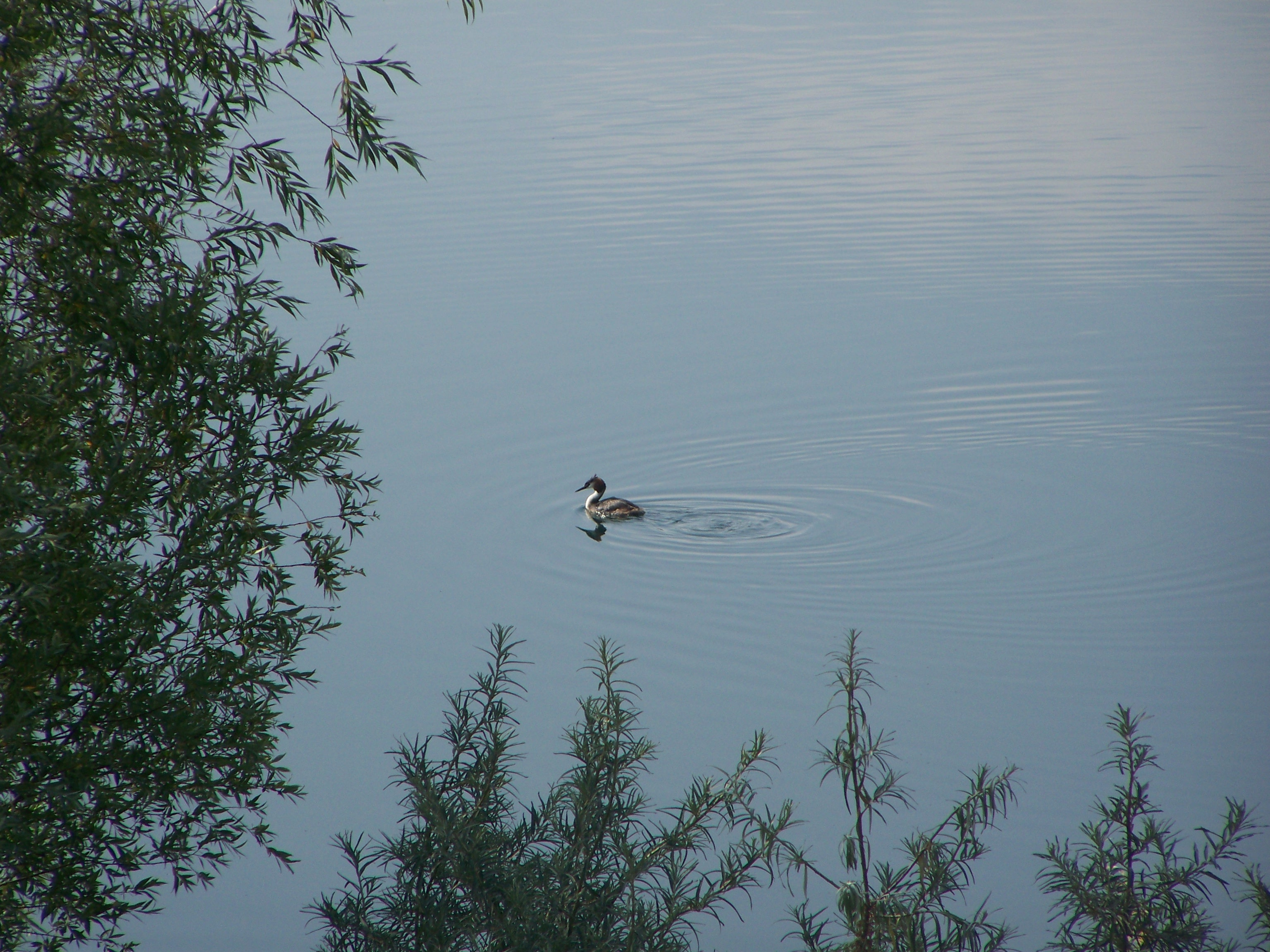
Haubentaucher
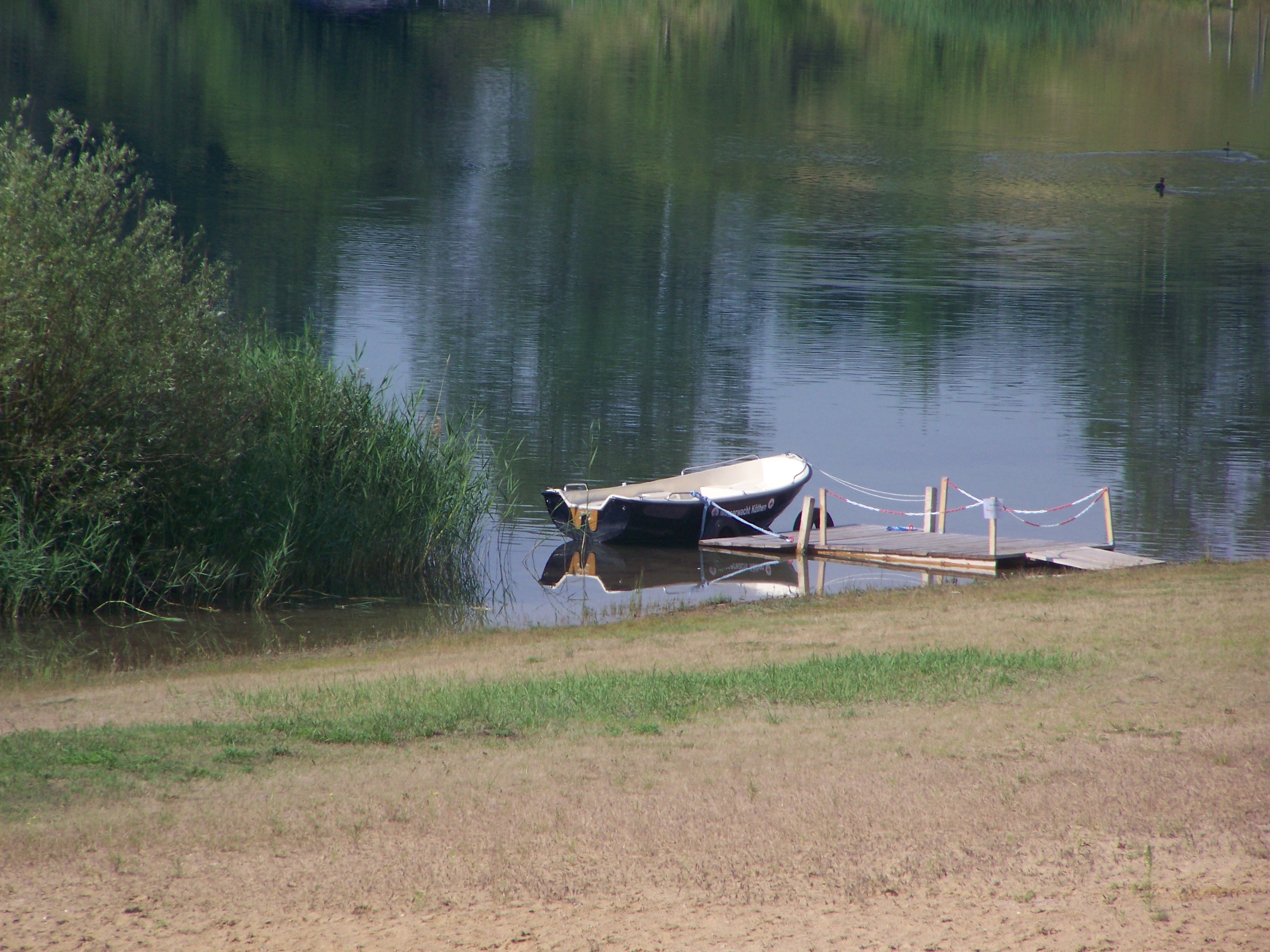
Boot der Wasserwacht Köthen